# Ayan Elmi
Ayan Elmi (tiếng Somalia: Ayaan Cilmi; tiếng Ả Rập: أيان علمي; sinh năm 1988 hoặc 1989) là người mẫu Somalia. Cô đã làm người mẫu cho một số nhà thiết kế hàng đầu, và là một cựu chiến binh của Tuần lễ thời trang New York.

## Cuộc sống cá nhân
Elmi được sinh ra ở Hargeisa, Somalia. Ayan đến từ gia tộc Isaaq Dir. Cô di cư sang Canada cùng gia đình.

## Sự nghiệp
Elmi đã mô hình hóa cả haute couture và các thiết kế may sẵn, làm việc với nhiều nhà thiết kế hàng đầu. Cô cũng đã làm công việc in ấn.
Elmi đã đi catwalk cho bộ sưu tập Xuân-Hè 2007 của Jean Paul Gaultier. Các nhà thiết kế thời trang cao cấp khác mà cô đã làm việc cùng bao gồm Gavin Rajah, Georges Hobeika, Frank Sorbier, Mark Le Bihan, Nicolas Le Cauchois, Richard René và Yahya. Elmi cũng đã mô hình hóa các bộ sưu tập quần áo may sẵn cho Hermès, Malan Breton, Fashion Fringe, Christie Brown, David Tlale, Helen Asrat, Jewel của Lisa, Kluk CGDT, Mustafa Hassanali, Nkwo, Pambili, Sika Design, Tiffany Amber và Elie Tahari. Ngoài ra, cô là một nhân vật kỳ cựu của Tuần lễ thời trang New York.
Từ năm 2007 đến 2012, Elmi đã được ký hợp đồng với Quản lý người mẫu chính ở New York. Kể từ năm 2013, công ty mẹ của cô là NEXT Model Management tại Toronto. Cô cũng đã làm việc với một số cơ quan khác, bao gồm Mô hình Wilhelmina ở New York, Mô hình Max ở Cape Town, Quản lý mô hình hồ sơ ở London, Mô hình New Madison, Quản lý mặt trận ở Miami, Factor Women ở Chicago và Model Plus ở Milan.